# Calígula, el musical
Calígula, el musical es una tragedia musical argentina inspirada en la vida del emperador romano de la dinastía Julio-Claudia y se presentó durante cuatro temporadas. Fue escrita por Pepe Cibrián y música original de Martín Bianchedi. 
Se estrenó en 1983 en Buenos Aires, luego de la dictadura 1976-1983, haciendo parangón entre la crueldad del emperador romano y el terrorismo de Estado en Argentina, que acabó con treinta mil desaparecidos. Contó con un escaso elenco de nueve personas. 
En el año 2002 volvió a presentarse en Buenos Aires, en el teatro Del Globo, con nueva adaptación musical de Ángel Mahler y un elenco de cuarenta personas y orquesta en vivo. El mensaje de la obra fue revalorizado y adaptado a la crisis de diciembre de 2001 denominada Argentinazo. La puesta en escena marcó con trazo firme la nueva tendencia de la dupla creativa, al ser una obra simple, en comparación a las puestas millonarias que venían realizando en la década de los 1990. 
En 2005, se presentó en el teatro Premier de Buenos Aires con un elenco de veinte personas más orquesta en vivo. En el 2013 se presentó en el Konex de Buenos Aires con un elenco de 17 personas.
Calígula, el musical editó un casete 1983, y un CD en el año 2002, grabado en los estudios La Isla. El disco contó con las voces principales de Damián Iglesias y Giselle Dufour, pareja que también protagonizó El Fantasma de Canterville en el año 2003.